# Control Data Corporation
Control Data Corporation (CDC) foi uma empresa fabricante de computadores.
Se juntou a outras empresas para formar a BUNCH.

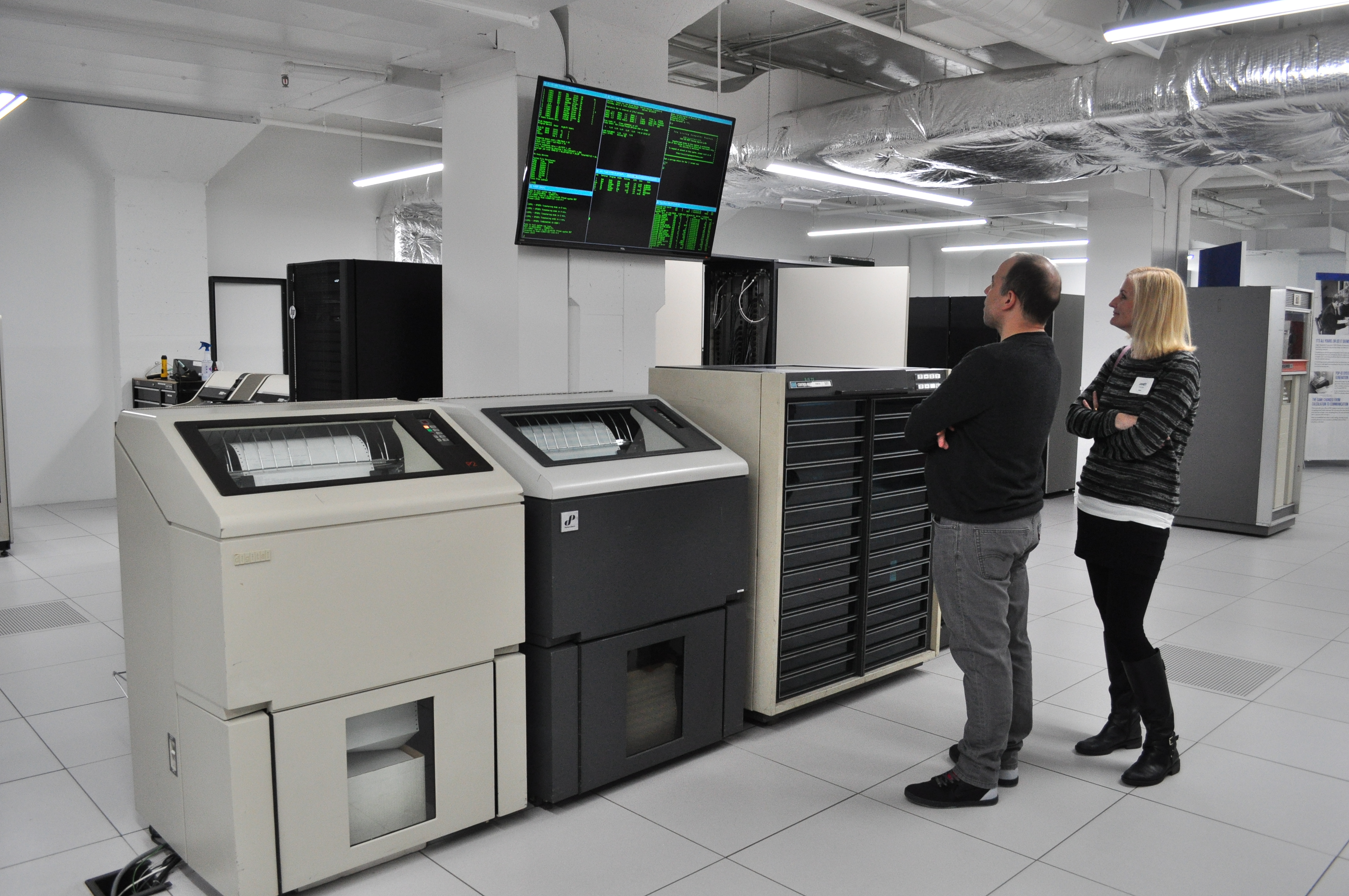
Impressora Control Data Corporation (CDC) 501 e outros periféricos, Living Computer Museum, Seattle, Washington, USA